# Joey (serie televisiva)
Joey è una serie televisiva statunitense prodotta dal 2004 al 2006, nata come spin-off di Friends e incentrata sul personaggio di Joey Tribbiani, interpretato in entrambe le produzioni da Matt Le Blanc.
Lo show, come per la serie madre, è stato prodotto dalla Warner Bros. e trasmesso negli Stati Uniti da NBC. La prima stagione, composta da 24 episodi, è andata in onda in patria subito dopo la fine di Friends (il primo episodio è stato trasmesso il 9 settembre 2004), garantendo una certa continuity nelle vicende. In Italia è andata in onda su Rai 2.

## Trama
Dopo i matrimoni di tutti i suoi storici amici, lo scapolo Joey lascia New York e si trasferisce a Los Angeles per continuare la sua carriera di attore. Qui ritrova la sorella Gina, donna ormai adulta che tuttavia si comporta ancora come un'esuberante ragazzina, e il nipote Michael, dal carattere timido e riservato e, a differenza dello zio, più portato allo studio che non al divertimento. Alex è la nuova vicina di casa di Joey, che subito desta l'interesse del ragazzo, mentre Bobbie è l'agente cui Joey si affida per provare a sfondare a Hollywood.

## Episodi
In Italia la prima stagione è andata in onda, in anteprima esclusiva, su Rai 2 dal 5 giugno 2006. La seconda stagione è andata invece in onda, sempre sulla stessa emittente, dal 19 luglio al 7 settembre 2008. È stato saltato l'episodio Joey and the Beard perché non ritenuto consono per la trasmissione (un'attrice lesbica usa Joey come compagno per spacciarsi come eterosessuale ed aumentare così la sua popolarità): tale episodio è stato poi comunque mandato in onda il 12 novembre 2008 sempre su Rai 2.
| Stagione         | Episodi | Prima TV originale | Prima TV Italia |
| ---------------- | ------- | ------------------ | --------------- |
| Prima stagione   | 24      | 2004-2005          | 2006            |
| Seconda stagione | 22      | 2005-2006          | 2008            |

Tutti i titoli originali degli episodi di Joey iniziano per Joey and the..., similmente a come succedeva per Friends, in cui ciascun titolo iniziava con The One with... o The One where...
Il 15 dicembre 2005 è andata in onda su NBC un doppio episodio della serie (Joey and the Tijuana Trip e Joey and the Christmas Party) seguita da una media di 8 milioni di persone e uno share del 9% (considerati medi per le aspettative statunitensi). Quindi la serie è stata sospesa per le festività natalizie e successivamente per lasciar spazio ai XX Giochi olimpici invernali di Torino (in onda sempre sulla NBC). La serie è ripresa, come da programma, il 7 marzo 2006 con l'episodio Joey and the Snowball Fight, che ha però fatto registrare lo share più basso di tutta la serie (4%) con un totale di 4,1 milioni di spettatori, decisamente sotto le aspettative. A questo punto NBC ha deciso di sospendere la serie. I restanti episodi della seconda stagione, già registrati, sono andati in onda in prima visione al di fuori degli Stati Uniti, in Norvegia (ep. 15-18) e in Nuova Zelanda (ep. 19-22).

## Personaggi e interpreti
- Joey Tribbiani, interpretato da Matt LeBlanc.
È un attore disoccupato, trasferitosi a Los Angeles per cercare di dare una svolta alla propria carriera.
- Gina Tribbiani, interpretata da Drea de Matteo.
È la sorella di Joey, "parrucchiera delle star", dalla confusionaria vita privata.
- Michael Tribbiani, interpretato da Paulo Costanzo.
È il nipote di Joey, un ragazzo intelligente e studioso ma anche una frana con l'altro sesso.
- Bobbie Morganstern, interpretata da Jennifer Coolidge.
È l'agente di Joey, che gli procura dei provini per film o serie televisive.
- Alex Garrett, interpretata da Andrea Anders.
È l'affascinante vicina di casa di Joey.

## Produzione
La serie è stata registrata nello stesso studio a Burbank dov'era stato registrato Friends (nonostante quest'ultimo fosse ambientato a New York), conservando una buona parte del cast tecnico e direttivo del suo predecessore.
La produzione e la successiva messa in onda di una parte della seconda stagione è stata terminata nonostante la prima stagione avesse avuto un indice d'ascolto inferiore a quanto sperato. Il 7 marzo 2006, per gli ascolti sempre più bassi la NBC ha deciso di sospenderla definitivamente.

## Citazioni e riferimenti
- Nel 17º episodio della prima stagione di The Cleveland Show dal titolo Una morte inaspettata, Quagmire, recatosi nella cittadina di Cleveland per consegnargli il feretro della sua defunta ex moglie Loretta, si congeda, dopo un breve alterco tra i due, dicendogli con disprezzo «divertiti nel tuo spin-off, Joey!».

## Edizioni home video
- Joey - Prima stagione (3 DVD)
- Joey - Seconda stagione (6 DVD)